# Some Days Are Diamonds (Some Days Are Stone)
Some Days Are Diamonds (Some Days Are Stone) är en sång skriven av Dick Feller, som 1976 misslyckades med att få in sin version på listorna.

## John Denvers version
Låten tolakdes 1981 av John Denver på albumet Some Days Are Diamonds. Han släppte den på singel i maj 1981 och hans version nådde som högst 10:e plats på Billboards Hot Country Singles-lista och 36:e plats på Billboards lista Hot 100. Den toppade också RPM:s countrylista i Kanada..

## Andra coverversioner
Alf Robertson spelade 1981 in låten på svenska under titeln Vindarna växlar på albumet Emilys foto, med ny text av honom själv.  medan Mona Gustafsson 2010 spelade in den på albumet Countrypärlor. 

## Listplacering

### John Denvers version
| Lista (1981)                                        | Topplacering |
| --------------------------------------------------- | ------------ |
| Amerikanska Billboard Hot Country Singles           | 10           |
| Amerikanska Billboard Hot Adult Contemporary Tracks | 12           |
| Amerikanska Billboard Hot 1000                      | 36           |
| Kanadensiska RPM Country Tracks                     | 1            |
| Kanadensiska RPM Adult Contemporary Tracks          | 1            |

### Fotnoter
1. ↑  [Some Days Are Diamonds på Allmusic (engelska) John Denver Billboard Singles]
2. ↑  RPM Country Tracks
3. ↑  ”Svensk mediedatabas”. http://smdb.kb.se/catalog/id/001888237. Läst 6 maj 2011.
4. ↑  ”Svensk mediedatabas”. http://smdb.kb.se/catalog/id/002641313. Läst 6 maj 2011.